# Schuppenheiden

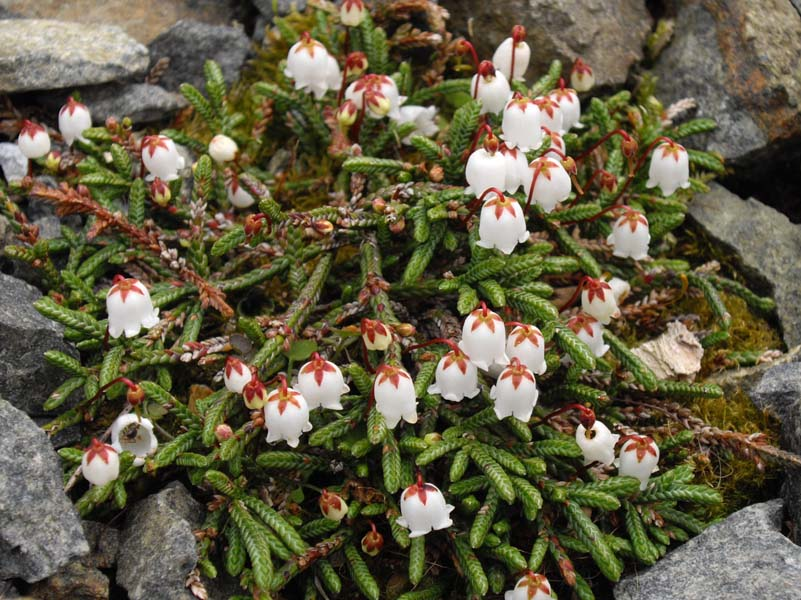
Bärlappähnliche Schuppenheide (Cassiope lycopodioides)

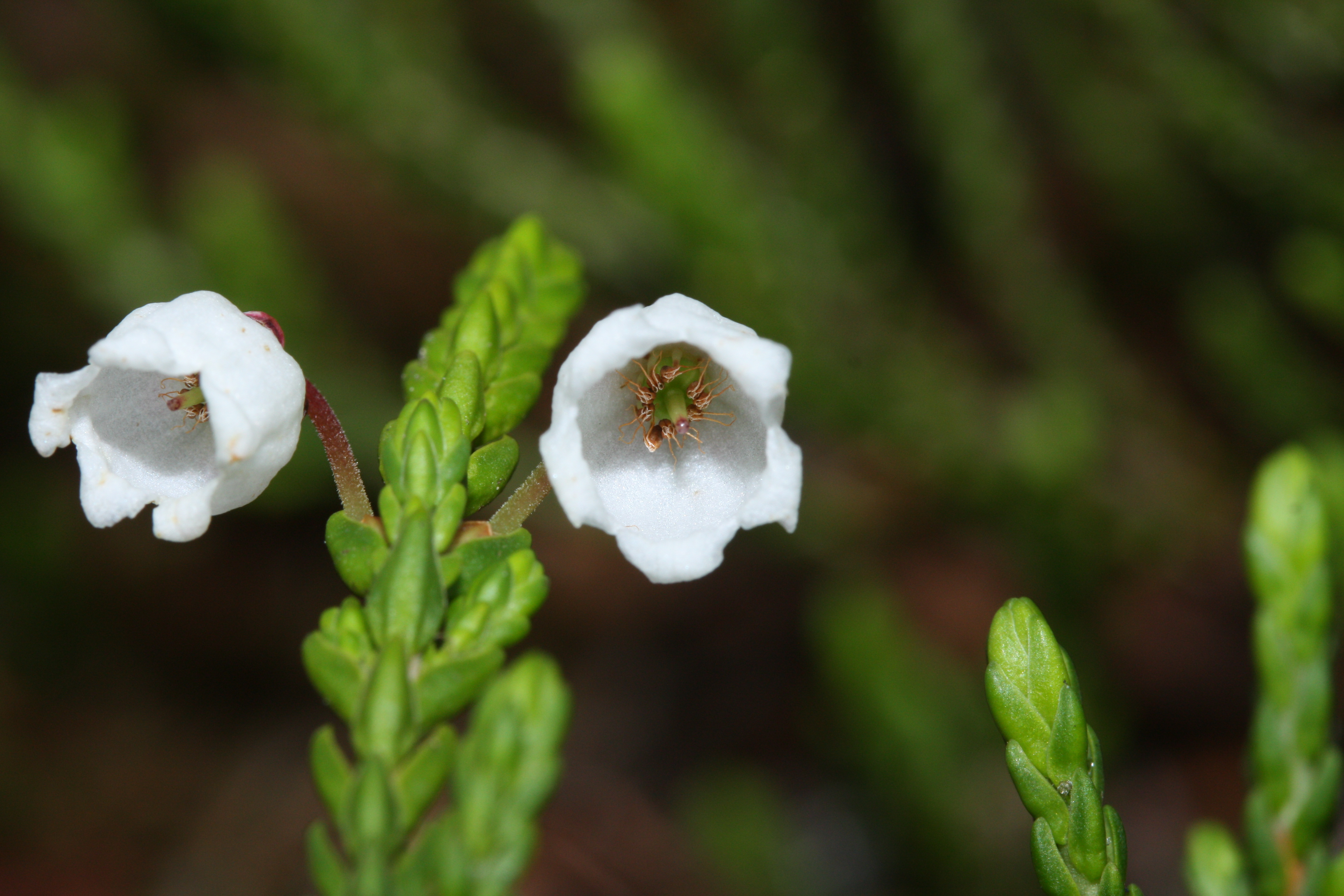
Mertens-Schuppenheide (Cassiope mertensiana): Die glockenförmigen Blüten stehen einzeln am – durch die vierreihig angeordneten, schuppenförmigen Laubblätter – vierkantig wirkenden Zweig

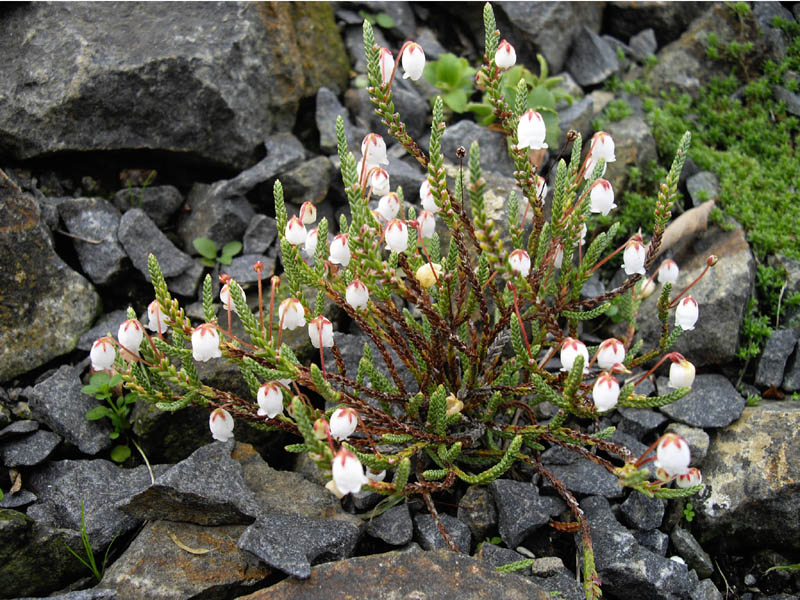
Cassiope selaginoides

Die Schuppenheiden (Cassiope) sind die einzige Pflanzengattung der Unterfamilie Cassiopoideae innerhalb der Familie der Heidekrautgewächse (Ericaceae).

## Beschreibung
Die Cassiope-Arten wachsen als „erikoide“, immergrüne Sträucher oder Zwergsträucher. Die verzweigten Äste sind niederliegend oder aufsteigend. Die eng zusammenstehenden Laubblätter sind an den Zweigen kreuzgegenständig und meist in vier deutlichen Reihen angeordnet; dadurch wirken die Zweige vierkantig. Die ungestielten Laubblätter sind schuppenförmig, ledrig und oft zugespitzt. Die flache oder nach außen eingerollten Blattspreiten besitzen einen glatten oder gefransten bis bewimperten Blattrand und keine erkennbare Blattnervatur.
Die kleinen Haare (Trichome) sind nur in dieser Gattung innerhalb der Ericaceae bündelig-verzweigt. Als einzige Gattung innerhalb der Ericaceae besitzt sie einen bisporischen Embryosack vom Polygonum-Typ.
Die Blüten stehen einzeln in den Blattachseln an mehr oder weniger langen Blütenstielen; manchmal entspringt ein zweiblütiger Blütenstand auch am Ende des Zweiges. Es sind vier bis sechs Tragblätter vorhanden. Die hängenden Blüten sind zwittrig, radiärsymmetrisch und (selten vier-) meist fünfzählig. Die fünf freien Kelchblätter sind schuppenförmig; sie umgeben auch noch die Frucht. Die fünf weißen bis rosafarbenen Kronblätter sind glockenförmig verwachsen, mit fünf zurückgebogenen Kronlappen. Am Grund der Blüte finden sich Honigdrüsen. Die zehn Staubblätter überragen die Kronblätter nicht. Die aufrechten Staubfäden sind abgeflacht. Die eiförmigen Staubbeutel besitzen zwei lange zurückgebogene Hörner (Anhängsel). Die fünf Fruchtblätter sind zu einem oberständigen Fruchtknoten verwachsen mit vielen Samenanlagen.
Die fünf Fächer der Kapselfrucht sind jeweils an ihrer Spitze zweispaltig. Sie öffnet sich bei Reife mit fünf Zähnen und entlässt eine Vielzahl von Samen. Die winzigen Samen besitzen keine Flügel.

## Vorkommen
Die nur auf der Nordhalbkugel vorkommende Gattung Cassiope hat eine hauptsächlich zirkumboreale Verbreitung. Ihr Gesamtverbreitungsgebiet reicht südwärts bis China, das Himalaya-Gebiet, Japan, Russland und das westliche Nordamerika. In China kommen elf Arten vor; davon sind sechs dort endemisch.

## Systematik
Die Gattung Cassiope wurde 1834 von David Don im Edinburgh New Philos. Journal, 17, Seite 157 veröffentlicht. Typusart ist Cassiope tetragona (L.) D.Don. Cassiope ist die einzige Gattung der einzigen Tribus Cassiopeae H.T.Cox ex Stevens der Unterfamilie Cassiopoideae Kron & Judd innerhalb der Familie der Heidekrautgewächse (Ericaceae).

### Arten
Es gibt etwa 12 bis 17 Cassiope-Arten:
- Cassiope abbreviata Hand.-Mazz.: Sie kommt in Sichuan in Höhenlagen zwischen 3800 und 4000 Metern vor.[3]
- Cassiope argyrotricha T.Z.Hsu: Sie kommt im nordwestlichen Yunnan in Höhenlagen zwischen 3000 und 4400 Metern vor.[3]
- Cassiope fastigiata (Wall.) D.Don: Sie kommt in Indien, Bhutan, Nepal, Yunnan und Xizang vor.[2]
- Cassiope fujianensis L.K.Ling & G.S.Hoo: Sie kommt in Fujian vor.[3]
- Bärlappähnliche Schuppenheide (Cassiope lycopodioides (Pall.) D.Don): Sie kommt in Japan, im fernöstlichen asiatischen Russland, in Alaska und in British Columbia vor.[2]
- Cassiope membranifolia C.Fang: Sie kommt im nordwestlichen Yunnan vor.[3]
- Mertens-Schuppenheide (Cassiope mertensiana (Bong.) G.Don): Sie kommt in Alaska, im westlichen Kanada und in den westlichen Vereinigten Staaten vor.[2]
- Cassiope myosuroides W.W.Sm.: Sie kommt in Myanmar und im nordwestlichen Yunnan in Höhenlagen zwischen 4000 und 4500 Metern vor.[3]
- Cassiope nana T.Z.Hsu: Sie kommt im nordwestlichen Yunnan in Höhenlagen zwischen 2000 und 3800 Metern vor.[3]
- Cassiope palpebrata W.W.Sm.: Sie kommt in Myanmar und im nordwestlichen Yunnan in Höhenlagen zwischen 3000 und 4300 Metern vor.[3]
- Cassiope pectinata Stapf: Sie kommt in Myanmar, im südwestlichen Sichuan, im östlichen Xizang und im nordwestlichen Yunnan in Höhenlagen zwischen 3600 und 4100 Metern vor.[3]
- Cassiope selaginoides Hook. f. & Thomson: Sie kommt in Bhutan, Nepal, Xizang, Sichuan und Yunnan vor.[2]
- Vierkantige Schuppenheide (Cassiope tetragona (L.) D.Don): Sie kommt in Alaska, Kanada, in Montana, Washington, in Island, Norwegen, Finnland, auf Spitzbergen, Jan Mayen und in Russland vor.[2]
- Cassiope wardii C.Marquand: Sie kommt im südöstlichen Xizang in Höhenlagen zwischen 3900 und 4200 Metern vor.[3]

Nicht mehr zur Gattung gehören:
- Moosheide (Cassiope hypnoides) L. ⇒ Harrimanella hypnoides (L.) Coville
- Cassiope stelleriana (Pallas) DC. ⇒ Harrimanella stelleriana (Pallas) Coville

## Nutzung
Einige Arten werden selten als Zierpflanzen genutzt.